# Kitō Akari
Kitō Akari (鬼頭 明里 (Quỷ Đầu Minh Lý)) là diễn viên lồng tiếng nữ Nhật Bản, liên kết với Pro-fit. Cô ra mắt trong năm 2014 đóng vai chính đầu tiên của cô trong Time Bokan 24 (năm 2016) và kể từ đó đã nhận được nhiều vai trò quan trọng và hàng đầu Trong tháng 10 năm 2019 cô ấy đã ra mắt như một ca sĩ solo dưới nhãn hiệu âm nhạc Pony Canyon.

## Sự nghiệp điện ảnh

### Truyền hình hoạt hình anime
| Năm  | Tiêu đề                                         | Vai trò                             | Nguồn  |
| ---- | ----------------------------------------------- | ----------------------------------- | ------ |
| 2014 | Gugure! Kokkuri-san                             | Bạn cùng lớp A                      |        |
| 2014 | Rokujōma no Shinryakusha!?                      | Aika Maki                           |        |
| 2014 | Ōkami Shōjo to Kuro Ōji                         | Yajima Kana                         |        |
| 2014 | Yūki Yūna wa Yūsha de Aru                       | Nữ sinh A                           |        |
| 2015 | Cross Ange                                      | Mary                                |        |
| 2015 | Lance N' Masques                                | Con trai A                          |        |
| 2015 | World Break: Aria of Curse for a Holy Swordsman | Female clerk                        |        |
| 2016 | Boku Dake ga Inai Machi                         | Sugita Hiromi (đứa trẻ)             |        |
| 2016 | Lostorage incited WIXOSS                        | Nữ sinh, Bạn Rio                    |        |
| 2016 | Shōnen Maid                                     | Nakaijima Akira                     |        |
| 2016 | Taboo Tattoo                                    | Aryabahta                           | [ 4 ]  |
| 2016 | Time Bokan 24                                   | Calen                               | [ 5 ]  |
| 2017 | Alice & Zouroku                                 | Hinagiri Yonaga                     |        |
| 2017 | Blend S                                         | Hinata Kaho                         | [ 7 ]  |
| 2017 | Yōkoso Jitsuryoku Shijō Shugi no Kyōshitsu e    | Horikita Suzune                     | [ 8 ]  |
| 2017 | Minami Kamakura High School Girls Cycling Club  | Mori Nagisa                         |        |
| 2017 | Time Bokan 24: The Villains’ Strike Back        | Calen                               |        |
| 2017 | Tsuredure Children                              | Ijima Kana                          | [ 9 ]  |
| 2017 | UQ Holder! Magister Negi Magi! 2                | Yukihiro Mizore                     |        |
| 2018 | Aikatsu Friends!                                | Yuki Kazune (9 tuổi), Shinkai Rinna |        |
| 2018 | Harukana Reshību                                | Tanahara Ai                         |        |
| 2018 | Last Period                                     | Kikazaru                            |        |
| 2018 | Lostorage conflated WIXOSS                      | Reira                               |        |
| 2018 | Rāmen Daisuki Koizumi-san                       | Nakamura Misa                       | [ 11 ] |
| 2018 | Record of Grancrest War                         | Siluca Meletes                      | [ 12 ] |
| 2018 | Shichisei no Subaru                             | Usui Satsuki                        | [ 13 ] |
| 2018 | SSSS.Gridman                                    | Hass                                |        |
| 2018 | Uma Musume Pretty Derby                         | Seiun Sky                           | [ 14 ] |
| 2019 | Wataten!: An Angel Flew Down to Me              | Himesaka Noa                        | [ 15 ] |
| 2019 | Thanh gươm diệt quỷ                             | Kamado Nezuko                       | [ 16 ] |
| 2019 | Hitori Bocchi no Marumaru Seikatsu              | Honshō Aru                          | [ 17 ] |
| 2019 | Re:Stage! Dream Days♪                           | Tsukisaki Sayu                      | [ 18 ] |
| 2019 | The Demon Girl Next Door                        | Chiyoda Momo                        | [ 19 ] |
| 2019 | The Ones Within                                 | Sarayashiki Karin                   | [ 20 ] |
| 2019 | Aikatsu on Parade!                              | Shinkai Rinna                       |        |
| 2020 | Adachi to Shimamura                             | Adachi Sakura                       | [ 21 ] |
| 2020 | Ex-Arm                                          | Arma                                | [ 22 ] |
| 2020 | Tonikaku Kawaii                                 | Tsukuyomi Tsukasa                   | [ 23 ] |
| 2020 | In/Spectre                                      | Iwanaga Kotoko                      | [ 24 ] |
| 2020 | Jibaku Shōnen Hanako-kun                        | Nene Yashiro                        | [ 25 ] |

### Hoạt hình gốc
| Năm  | Tiêu đề                    | Vai trò | Nguồn  |
| ---- | -------------------------- | ------- | ------ |
| 2020 | Cagaster of an Insect Cage | Lydi    | [ 26 ] |

### Phim anime
| Năm  | Tiêu đề                                       | Vai trò       | Nguồn  |
| ---- | --------------------------------------------- | ------------- | ------ |
| 2020 | Gekijouban Kimetsu no Yaiba: Mugen Ressha hen | Kamado Nezuko | [ 27 ] |

### Trò chơi điện tử
| Năm  | Tiêu đề                                            | Vai trò                                           | Chú ý | Nguồn  |
| ---- | -------------------------------------------------- | ------------------------------------------------- | ----- | ------ |
| 2015 | Kantai Collection                                  | Maestrale, Libeccio, Kazagumo, Kishinami, Okinami |       |        |
| 2016 | Akiba's Beat                                       | Acquire-chan                                      |       |        |
| 2017 | Re:Stage! Prism Step                               | Sayu Tsukisaki                                    |       | [ 28 ] |
| 2017 | Magia Record: Puella Magi Madoka Magica Side Story | Emiri Kisaki                                      |       |        |
| 2018 | Azur Lane                                          | Nagara, Isuzu, Abukuma                            |       |        |
| 2018 | Record of Grancrest War                            | Siluca Meletes                                    |       |        |
| 2019 | AI: The Somnium Files                              | Aiba                                              |       | [ 29 ] |
| 2019 | Love Live! School Idol Festival - All Stars        | Konoe Kanata                                      |       |        |
| 2019 | Bloodstained: Ritual of the Night                  | Anne                                              |       |        |
| 2019 | Touhou Cannonball                                  | Hakurei Reimu                                     |       |        |
| 2019 | Arknights                                          | Silence                                           |       |        |
| 2020 | Fate/Grand Order                                   | Erice Utsumi                                      |       |        |
| 2020 | Genshin Impact                                     | Barbara                                           |       |        |

## Danh sách đĩa hát

### Single
|                    | Ngày phát hành       | Tiêu đề        | Số sản phẩm tiêu chuẩn | Số sản phẩm tiêu chuẩn | Số sản phẩm tiêu chuẩn | Thứ hạng cao nhất Oricon |
| Phiên bản giới hạn | Ngày phát hành       | Tiêu đề        | Bảng Anime             | Phiên bản thường       |                        | Thứ hạng cao nhất Oricon |
| ------------------ | -------------------- | -------------- | ---------------------- | ---------------------- | ---------------------- | ------------------------ |
| 1st                | 16 tháng 10 năm 2019 | Swinging Heart | PCCG-01833             | PCCG-01834             | PCCG-01835             | 11                       |
| 2nd                | 26 tháng 2 năm 2020  | Desire Again   | PCCG-01869             | PCCG-01870             | PCCG-01871             | 14                       |

### Album
|                    | Ngày phát hành      | Tiêu đề | Số sản phẩm tiêu chuẩn | Số sản phẩm tiêu chuẩn | Thứ hạng cao nhất Oricon |
| Phiên bản giới hạn | Ngày phát hành      | Tiêu đề | Phiên bản thường       |                        | Thứ hạng cao nhất Oricon |
| ------------------ | ------------------- | ------- | ---------------------- | ---------------------- | ------------------------ |
| 1                  | 10 tháng 6 năm 2020 | STYLE   | PCCG-01900             | PCCG-01901             | 7                        |

### Bài hát Tie-up
| Ngày phát hành   | Tie-up                                                                                             | Năm  |
| ---------------- | -------------------------------------------------------------------------------------------------- | ---- |
| dear my distance | Hoạt hình anime Chōjin-Kokoseitachi wa Isekai demo Yoyu de Ikinuku Yōdesu! Kết thúc chủ đề bài hát | 2019 |
| Desire Again     | BS Fuji chương trình truyền hình Anisong lovers Kết thúc chủ đề bài hát                            | 2020 |
| Tiny Light       | Hoạt hình anime Jibaku Shōnen Hanako-kun Kết thúc chủ đề bài hát                                   | 2020 |